# Захарченко, Валерий Николаевич
Валерий Николаевич Заха́рченко (бел. Валерый Мікалаевіч Захарчанка, 2 июля 1950, Дрогичин, Брестская область, Белорусская ССР, СССР — 29 июля 2004, Минск, Белоруссия) — белорусский государственный и политический деятель, бывший первый секретарь ЦК Коммунистической партии Беларуси и бывший депутат Палаты представителей Национального собрания Республики Беларусь.

## Биография
Валерий Николаевич Захарченко родился 2 июля 1950 года в городе Дрогичине Брестской области. В это время его отец работал заместителем председателя райисполкома.
После окончания Брестского инженерно-строительного института в 1972 году, свою трудовую деятельность начал в этом же учебном заведении заместителем секретаря комитета комсомола. Служил в рядах Вооруженных Сил. Избирался секретарем комитета комсомола стройтреста № 8 города Бреста, вторым секретарем Брестского горкома комсомола, первым секретарем Московского райкома комсомола города Бреста.
С 1984 по 1986 год — слушатель Минской высшей партийной школы. Затем работал инструктором Брестского обкома КПБ, а с 1988 по 1992 год избирался вторым секретарем Барановичского горкома КПБ. С 1992 по 1995 год возглавлял культурно-просветительный, учебно-консультативный и производственно-технический центр ”Прометей“ в городе Барановичи.
С 1995 по 1997 год работал председателем Барановичского городского исполнительного комитета, а с 1997 по 2000 год — заместителем председателя Брестского облисполкома.
В ноябре 2000 года избран депутатом Палаты представителей Национального собрания Республики Беларусь. В Палате представителей являлся членом Постоянной комиссии по образованию, культуре, науке и научно-техническому прогрессу. Будучи депутатом высшего законодательного органа, Валерий Захарченко с присущей ему энергией и целеустремленностью решал вопросы, направленные на становление и развитие белорусской государственности, постоянно встречался со своими избирателями, помогал им в решении многих жизненных вопросов.
Валерий Николаевич являлся депутатом Парламентского Собрания Союза Беларуси и России, членом Комиссии по социальной политике, науке, культуре и гуманитарным вопросам. Руководил депутатской группой ”Народный депутат“, являлся членом депутатского объединения ”За союз Украины, Беларуси и России“. Первый секретарь ЦК Компартии Беларуси.
На всех участках работы Валерий Николаевич проявил себя умелым организатором, активным общественником, отличался трудолюбием и принципиальностью, чутким и внимательным отношением к людям, пользовался заслуженным авторитетом в республике.
Умер 29 июля 2004 года, смерть наступила утром, предположительно, от сердечного приступа. Похороны были назначены на 30 июля на 14.00 в Бресте.

## Награды
Захарченко В.Н. награжден Почетной грамотой Верховного Совета БССР, Почетной грамотой Совета Министров Республики Беларусь.